# Айвазова, Светлана Григорьевна
Светла́на Григо́рьевна Айва́зова (род. 2 мая 1944, Москва) — советский и российский историк и политолог, специалист в области гендерных исследований, один из создателей «гендерной политологии» в России. Кандидат исторических наук, доктор политических наук, главный научный сотрудник Института социологии РАН.
Член Совета при Президенте Российской Федерации по развитию гражданского общества и правам человека (2004—2020).
Член Координационного Совета по гендерным проблемам при Министерстве здравоохранения и социального развития РФ.
Постоянный член Российской Ассоциации политических наук (РАПН) — с 2013 года, член Научного совета (РАПН). Руководитель Исследовательского комитета по гендерной политологии.

## Биография
Айвазова Светлана Григорьевна родилась в Москве. Окончила исторический факультет Московского государственного Университета им. М. В. Ломоносова.
В 1976 году защитила диссертацию на соискание учёной степени кандидата исторических наук по теме: «Французский гошизм (1968—1972). Критический анализ политической деятельности и идеологических концепций».
В 1996 году защитила диссертацию на соискание учёной степени доктора политических наук: «Женщины и общество: гендерное измерение политического процесса».
С 1966 по 1990 г. — научный, старший научный сотрудник Института международного рабочего движения РАН.
С 1990 по 2005 г. — ведущий, главный научный сотрудник Института сравнительной политологии РАН.
С 2005 года является главным научным сотрудником Института социологии РАН.

## Научная деятельность
Айвазова С. Г. является одним из основоположников направления «гендерная политология» в России. В целом ряде её работ, в частности, в монографиях «Российские выборы: гендерное прочтение», «Мы выбираем, нас выбирают… Гендерный анализ парламентских и президентских выборов 2003—2004 годов в России» разработана методология гендерного анализа политического поведения россиян, с акцентом на методологию гендерного изучения электорального поведения.
В монографии «Русские женщины в лабиринте равноправия» предложена методология исследования гендерных особенностей российской политической культуры, введен в научный оборот целый ряд новых источников по истории и теории российского женского движения, в частности, «Труды Первого Всероссийского женского съезда».
Айвазова С. Г. стала инициатором перевода на русский язык классической работы Симоны де Бовуар «Второй пол» и научным редактором её русской версии (1998 года).
Член редколлегии российского научного журнала «Женщина в российском обществе», Ивановский государственный университет.
Текущие проекты: Гендерное измерение современной массовой политики (2014—2015).

## Область научных интересов
- гендерная политология и политическая социология
- теория и история феминизма
- массовые социальные движения

## Награды и премии
- Почетная грамота за бесценный личный вклад в продвижение справедливости, равенства, свободы и солидарности, в утверждение высшей ценности человека, его прав и свобод от СПЧ РФ[1]
- Почётная грамота Президента Российской Федерации «За большой вклад в развитие институтов гражданского общества и обеспечение защиты прав человека и гражданина» от 12 февраля 2015 года.
- Благодарность Президента Российской Федерации «За большой вклад в развитие институтов гражданского общества и обеспечение прав и свобод человека и гражданина» от 30 апреля 2008 года.
- Благодарственное письмо от Президента РФ Медведева Д. А. «За плодотворную работу в Совете при Президенте РФ по развитию гражданского общества и правам человека в 2009—2012 годах» от 24 апреля 2012 года.
- Почетная грамота Совета при Президенте РФ по развитию гражданского общества и правам человека «За бесценный личный вклад в продвижение ценностей справедливости, равенства, свободы и солидарности, в утверждение высшей ценности человека, его прав и свобод» от 2 мая 2014 года.
- Благодарность Председателя Государственной Думы ФС РФ «За активную общественно-политическую деятельность и в связи с празднованием 100-летия Первого Всероссийского женского съезда», Москва, 2008 год.
- Монография «Мы выбираем, нас выбирают…» (Москва, 2004) отмечена в 2005 году премией на конкурсе работ по политологии, проводимом Российской ассоциацией политической науки.
- Монография «Российские выборы: гендерное прочтение» отмечена в 2009 году премией на конкурсе работ по политологии, проводимом Российской ассоциацией политической науки.

## Публикации
С некоторыми работами Айвазовой С. Г. можно ознакомиться на официальном сайте Института социологии РАН (ко многим из них есть полный текст).

### Монографии
- Гражданское и политическое в российских общественных практиках / под ред. С. В. Патрушева. — М.: Российская политическая энциклопедия (РОССПЭН), 2013. — 525 с.: ил. — (Политология России). ISBN 978-5-8243-1783-1
- Айвазова С. Г. Декретофобия: истоки, угрозы, способы протеста // Под ред. С. Г. Айвазовой, Е. Н. Ершовой. М.: ИП Матушкина И. И., 2012.
- Граждане и политические практики в современной России: воспроизводство и трансформация институционального порядка / [ред-колл.: С. В. Патрушев (отв. ред.), С. Г. Айвазова, П. В. Панов]. М.: Российская ассоциация политической науки (РАПН); Российская политическая энциклопедия (РОССПЭН), 2011. (Библиотека РАПН). ISBN 978-5-8243-1580-6
- Айвазова С. Г. Модернизация как контекст гендерного равноправия // Модернизация и политика в XXI веке / Отв. ред. Ю. С. Оганисьян; Институт социологии РАН. — М.: Российская политическая энциклопедия (РОССПЭН), 2011. ISBN 978-5-8243-1540-0
- Айвазова С. Г. Гражданское действие и политика: тендерный профиль // Россия в процессе реформ: социально-политические аспекты [текст]/Российская академия наук. Институт социологии; Отв. ред. Ю. С. Оганисьян. — М.: Современная экономика и право, 2009. ISBN 978-5-8411-0272-4
- Айвазова С. Г. Российские выборы: гендерное прочтение. М.: Консорциум женских неправительственных объединений; Институт социологии РАН, 2008. ISBN 978-5-7853-1082-7
- Russian Elections: Gender Profile. M.: Consortium of Women`s Non-Governmental Associations; Institute of Sociology (Russian Academy of Sciencec), 2008. ISBN 978-5-7853-1082-7
- Айвазова С. Г., Кертман Г. Л. Мы выбираем, нас выбирают… Гендерный анализ парламентских и президентских выборов 2003—2004 годов в России. — М.: ОЛИТА, 2004 (русск-англ. издание).
- Айвазова С. Г. Гендерное равенство в контексте прав человека (недоступная ссылка). — М.: Изд-во Эслан, 2001.
- Айвазова С. Г. Русские женщины в лабиринте равноправия (Очерки политической теории и истории). — М.: РИК Русанова, 1998.

### Статьи
- Айвазова С. Г. Избирательный цикл 2011—2012 гг.: о чём говорят гендерные разрывы // Пути России. Новые языки социального описания / Сборник статей. Том XIX. — М.: Новое литературное обозрение, 2014.
- Айвазова С. Г. Гендерные особенности политического поведения россиян в контексте избирательного цикла парламентских и президентских выборов 2011—2012 гг. // Женщина в российском обществе. Иваново: ИвГУ, 2012. № 3.
- Айвазова С. Г. Симона Де Бовуар: жизнь — самоосуществление // Женщины в политике: новые подходы к политическому. Феминистский образовательный альманах. Вып. 1. Пол политики. 2012.
- Айвазова С. Г. Контракт работающей матери: нарушения или расторжение? (К вопросу об особенностях гендерной политики в современной России) // Женщина в российском обществе. Иваново: ИвГУ, 2011, № 3.
- Айвазова С. Г. Законодательное обеспечение гендерного равноправия: политический аспект // Россия реформирующаяся. Ежегодник / Отв. ред. М. К. Горшков. — Вып. 8. — М.: Институт социологии РАН, 2009.
- Айвазова С. Г. «Игра в гендер» на поле российской политики: возможности институциональных изменений // Россия реформирующаяся. Ежегодник / Отв. Ред. М. К. Горшков. — Вып.6. — М.: Институт социологии РАН, 2007.

### Участие в конференциях в 2014 году
- Всероссийская научная конференция с международным участием «Справедливость как ценность, идея и общественная практика в современной России и мире». Москва, 3-5 декабря 2014. Доклад: Справедливость в гендерных отношениях: российский случай.
- Всероссийская научная конференция (с международным участием) «Российская политическая наука: истоки, традиции и перспективы». Доклад: Массовая политика как фактор эволюции гендерного порядка в странах СНГ